# Nikolaos Anastopoulos
Nikólaos o Nikos Anastópoulos (en griego: Νίκος Αναστόπουλος; n. Atenas, Grecia, 22 de enero de 1958) es un exjugador de fútbol griego. Fue uno de los delanteros más efectivos de la liga griega durante las décadas de 1970 y 1980. Con 29 goles, es el máximo anotador de la selección griega. Desde que se retiró como jugador se convirtió en entrenador. En 404 partidos oficiales anotó 171 goles.

## Biografía
Comenzó su carrera en Dafni antes de transferir a Panionios con quien debutó en la Liga griega en la temporada 1977-1978. Gracias a Anastopoulos, Panionios ganó la Copa griega en 1979, venciendo al AEK Atenas por 3 a 1.
Su debut en competición europea también fue impresionante: anotó dos goles contra el Twente Enschede de Holanda y uno contra el IFK Goteborg, por la Recopa europea. Su desempeño trajo una oferta de transferencia inmediata varios clubes griegos y extranjeros. Finalmente, en 1980 es transferido al Olympiacos FC. 
Como jugador del Olympiacos FC, Anastopoulos, también conocido como "Moustakias" (el "bigote"), fue el máximo goleador de la temporada 1982-1983 (29 goles), 1983-1984 (18 goles), 1985-1986 (19 goles), y 1986-1987 (16 goles). Por sus goles en 1982-1983 ganó la Bota de Bronce como tercer máximo goleador de toda Europa.
En 1987, Anastopoulos salió de Grecia para jugar en Avellino de Italia. A pesar de que un buen desempeño en la Copa de Italia, no logró anotar un solo gol en la Serie A y regresó a Grecia, cuando fue relegado del Avellino.
Cerca de firmar con el AEK, Anastopoulos optó por regresar a Panionios. Más tarde jugó en el Ionikos FC y cerró su carrera con el Olympiacos (una vez más) después de la temporada del 1993-1994.

## Selección nacional
Durante su carrera, Anastopoulos jugó 73 partidos para la selección griega, convirtiendo 29 goles (es el máximo anotador de la selección de su país). Fue miembro del equipo griego en la Euro 1980 y marcó el único gol de Grecia en ese torneo frente a Checoslovaquia marcando el empate transitorio.

## Trayectoria

### Como jugador

#### Clubes
| Panionios       | Grecia | 85  | 14  | 1977 - 1980 |       |  |     |     |  |
| Olympiacos F.C. | Grecia | 198 | 115 | 1980 - 1987 |       |  |     |     |  |
| US Avellino     | Italia | 16  | 0   | 1987 - 1988 |       |  |     |     |  |
| Panionios       | Grecia | 11  | 5   | 1988 - 1989 |       |  |     |     |  |
| Olympiacos F.C. | Grecia | 72  | 30  | 1989 - 1992 |       |  |     |     |  |
| Ionikos FC      | Grecia | 19  | 7   | 1992 - 1993 |       |  |     |     |  |
| Olympiacos F.C. | Grecia | 3   | 0   | 1993 - 1994 | Total |  | 404 | 171 |  |

#### Selección
| Seleccionado de Grecia | 73 | 29 | 1977 - 1988 | Total | 73 | 28 |  |

### Como técnico
| Club                 | País   | Año           |
| -------------------- | ------ | ------------- |
| Panelefsiniakos F.C. | Grecia | 1997 - 1998   |
| Panetolikos F.C.     | Grecia | 1998 - 2000   |
| PAS Giannina F.C.    | Grecia | 2000 - 2001   |
| Panserraikos F.C.    | Grecia | 2001-2002     |
| Panachaiki G.C.      | Grecia | 2002          |
| Kallithea F.C.       | Grecia | 2003          |
| Kerkyra F.C.         | Grecia | 2003-2005     |
| Aris Salónica FC     | Grecia | 2005-2006     |
| Ionikos FC           | Grecia | 2008          |
| PAS Giannina F.C.    | Grecia | 2008          |
| AO Kavala            | Grecia | 2008-2009     |
| PAS Giannina F.C.    | Grecia | 2010-presente |